# Коркмасов, Анатолий Джелал-Эрастович
Анатолий Джелал-Эрастович Коркмас (ов) (кум. Анатолий Anadolu Къоркъмас; род. 10 апреля 1952, Кзыл-Орда, Кызылординская область, Казахская ССР) — ученый историк, публицист, исследователь, юрист-правовед, полковник юстиции, внук Д. А. Коркмасова.

## Биография
Родился в семье Джелала-Эраста Коркмасова, высланного из Москвы в 1949 году под гласный надзор НКВД, до высылки отбывавшего наказание в Лефортовской тюрьме по статье 58 УК РСФСР. В 1956 году Джелал-Эраст Коркмасов был полностью реабилитирован ВКВС СССР.
В 1970 году Анатолий Коркмасов по окончании средней школы в Махачкале поступил на штурманский факультет Высшего Военно-Морского училища в Севастополе, проходил службу на Черноморском флоте в 8-й Индийской эскадре кораблей специального назначения с длительным пребыванием в районе Индийского и Атлантического океанов, Персидского и Османского заливов. Восемь раз пересёк Экватор в различных точках мирового океана. Награждён знаком «Отличник ВМФ» СССР, а также, за «участие в боевых походах в районах мирового океана» — специальной наградой Главкома ВМФ СССР — «За дальний поход — океан».
В 1973 году командованием флота был направлен на учёбу в МГУ им. Ломоносова, однако по семейным обстоятельствам учёбу продолжил на вновь образованном юридическом факультете Дагестанского государственного университета, который успешно окончил в 1978 году. В 1985 году Коркмасов с отличием окончил Всесоюзный институт (Ленинград), международный курс (за что отмечен приказами по институту и следственным комитетом МВД СССР на транспорте). С 1979 года работал в следственных органах, где последовательно занимал должности следователя, старшего следователя, следователя по особо важным делам, начальника Следственного отдела (по Республике Дагестан) Северо-Кавказского Управления МВД СССР на транспорте. За качество следствия, успехи в расследовании сложных, многоэпизодных и крупных дел, высокие показатели в работе подразделения, занимавшего под его руководством лидирующие позиции по СО СК МВД СССР поощрен и награждён медалями трёх степеней МВД СССР, знаком отличник МВД СССР. Был председателем суда офицерской чести.
С 1991 года Коркмасов на различных руководящих должностях в таможенных органах РФ. Со дня основания Дагестанской таможни он во главе службы собственной безопасности, затем столичной таможни. С 1996 года — генеральный директор специализированного терминала города Москвы по оформлению товаров и транспортных средств посольств и консульств иностранных государств, аккредитованных физических лиц и иностранных представительств, а также организаций из числа крупных участников внешнеэкономической деятельности.
С начала 90-х, занят непосредственной научно-публицистической деятельностью. В процессе работы и в качестве путешественника побывал более чем в 20 странах Европы, Ближнего Востока, Африки и Юго-Восточной Азии. Тема исследований — общественно-политическая история конца XIX — первой трети XX века через призму жизни и деятельности государственного и общественного деятеля Джелал-Эд-Дина Коркмасова.
Опубликовал по исторической тематике более 140 работ.
В 2009 году в качества автора-составителя издал книгу «На службе вечности», посвященную 130-летнему юбилею Д. Коркмасова.
С 2009 года принимал участие в редактировании и подготовке к изданию Кумыкского энциклопедического словаря (КЭС), где являлся ответственным редактором и автором серии биографических статей.
В 2010—2011 гг. в группе российских ученых принял участие в работе по подготовке к изданию (сопровождая научными комментариями и справочными материалами) одноименной повести «Кавказ» (Том 75) Полного Собрания Сочинения А. Дюма (изд. Арт-Бизнес-Центр", Москва)[3]. Это издание было осуществлено на основе перевода с «брошюрного» издания 1859 г., которое значительно полнее последующих книжных изданий А. Дюма.
В 2011 году посетил Норвегию, где Мариэт Гревэ, внучка Ф. Нансена, передала Коркмасову исторические материалы своего деда, некогда гостившего у Д. Коркмасова в Махачкале. В ходе визита читал лекции в Гуманитарной академии им. Ф. Нансена в Лиллехаммере. В том же году издал книгу «Ф. Нансен и Дагестан, или Никуда не исчезнувшая Атлантида».
Является постоянным автором исторического журнала Республики Дагестан «Научный мир».
31 октября 2018 года Коркмасовым был сделан доклад на пленарном заседании международной научной Конференции в Москве, посвященной 200-летию Института востоковедения РАН РФ, о деятельности Д. Коркмасова на посту главного редактора турецкой русскоязычной газеты «Стамбульские новости» (1909—1910).
В 2021 году Коркмасов начал издание русскоязычного журнала «Коркмас».
10-13 ноября 2023 г. на прошедших в столице Дагестана- Махачкале Первой Республиканской научно-практической Конференции -" Коркмасовские чтения".- А. Коркмасов выступил с Докладом; "КОР- проходя времена и столетия". Оратор, блестяще раскрыв философский подтекст и нравственную природу исторического процесса, посвятил его народам Республики Дагестан, первой из Республик Федерации, совершивших осенью 1921 года трудовой героизм, чей пример был поставлен всем остальным народам огромной страны, и за проявленный героизм в 1922 году, еще до образования СССР, была удостоена высшей государственной награды  - Ордена Красного Знамени!
Оговоримся, сразу по образованию Союзного государства,в состав которого входила Орденоносная Д.С.С.Р. в 1922 г., уже в 1925-26 гг. за выдающие заслуги в возведении и пуске в строй гигантов индустрии: з-д Даг.Огни,- "им. А.Рыкова" и мануфактурная ф-ка.им. Ш-Интернационала, дававших высококачественную продукцию на внутренний и внешний рынок, были также -за Героические успехи на фронте труда, награждены - высшими наградами СССР- Орденами КР.Знамени.
'Это был настоящий ТРИУМФ экономического развития молодой Республики. Для сравнения - следующее награждение Республики имело место после более 40-летней паузы. 
'
- За время своей научной деятельности, обеспечил подготовку к успешной зашите 3-х научных диссертаций: 2-ух на степень кандидата, и 1-го доктора наук.
- По его историческим работам сценированы х-документальные фильмы, в ряде из них с его участием.

### Семья
- Отец — Коркмасов Джелал-Эраст Джелал-Эд-Динович (1922—1972), происходит из старинного потомственного узденского (дворянского) рода из Кумторкалы (ныне Коркмаскала), добровольцем ушёл на фронт и принимал участие в битве за Москву. Офицер. Четырежды ранен. В 1943 году комиссован. В 1944 году, являясь студентом картографического факультета МГУ, в числе других детей «врагов народа» (сын Д. Е. Сулимова, дочь А. С. Бубнова, киносценаристы В. С. Фрид и Ю. Т. Дунский, физик Михаил Левин, Светлана Тухачевская и другие) по сфабрикованному делу был арестован, находился в Лефортовской тюрьме и в 1949 году был выслан в Казахстан. После реабилитации окончил экстерном институт (по специальности инженер-строитель), работал инженером, старшии инженером, начальником отдела капитального строительства Кзыл-ординского исполкома, заместителем председателя облисполкома. В 1962 году вместе с семьей переехал в Дагестан. Работал заместителем управляющего объединения «Дагнефть». В 1970 году руководил строительством нового благоустроенного поселка Коркмаскала, построенного взамен разрушенного землетрясением родового селения Кумторкала. Умер в 1972 году, похоронен на родовом кладбище в селе Кумторкала.
- Мать — Коркмасова (Суликова) Мария Николаевна, родом из семьи военного. Работала учителем литературы и русского языка, «Заслуженный учитель РФ».

## Журнальные публикации
- 2004 год — цикл статей «„Мелиоранский“ или Тайны биографии Джелала Коркмасова» в газете «Новое Дело».
- 2005 год — «К истокам исторической правды»[4]
- 2005 год — «История наших поколений, или дагестанские гвардейцы в свите Императора»[5]
- 2005 год — «Имена в истории — История в именах»[6]
- 2006 год — «Коммунист Рютин против Сталина»[7]
- 2006 год — «Востребовано временем и государством»[8]
- 2006 год — Цикл статей «О том как был подписан Первый Советско-Турецкий Договор о дружбе»[9]
- 2006 год — «Слово о „Временах“»[10]
- 2007 год — Цикл статей «„Стамбульские Новости“ — образ истины и свободы»[11]
- 2007 год — «Долгий, извилистый путь к истине»[12]
- 2008 год — «Кто они — герои Гражданской войны»[13]
- 2008 год — «К вопросу о политическом статусе Абхазии»[14]
- 2008 год — «Реликвия петербургского профессора»[15]
- 2008 год — «Я хотел бы сознавать, что делаю нужное и полезное дело»[16]
- 2009 год — «Поклоняясь прошлому — засучить рукава перед будущим»[17]
- 2009 год — «К вопросу о вхождении Дагестанских владельцев в состав России. 1792 г.»[18]
- 2009 год — «Газета „Стамбульские Новости“ и её место во всеобщей истории прессы»[19]
- 2009 год — «На службе вечности»[20]
- 2009 год — «С мечтой о Багистане»[21]
- 2009 год — «История и „незыблемость“ международного права»[22]
- 2009 год — «В стремительной мысли к потомкам — не отставать!»[23]
- 2010 год — «Газета „Стамбульские Новости“ и её место во всеобщей истории прессы (к 100-летию газеты)»[24]
- 2010 год — «Тарковский Нух-Бек»[25]
- 2010 год — «Дела давно минувших дней или „дорогой благородных“»[26]
- 2010 год — «Никто не забыт — ничто не забыто»[27]
- 2010 год — «Махачкала — пульс жизни в Дагестане»[28]
- 2010 год — «Коркмасов Джелал-Эраст (Эрик) Джелал-Эд-Динович»[29]
- 2011 год — «По неведомым законам жизни»[30]
- 2011 год — «Знаменитая фотография И. Д. Абуладзе в фокусе исторической миниатюры»[31]
- 2011 год — «Ф. Нансен и Дагестан или Никуда не исчезнувшая Атлантида»[32]
- 2011 год — «Сюрпризы бесконечно путешествующей истории»[33]
- 2011 год — «Знакомьтесь — Роальд Гамидович Джамалов»[34]
- 2012 год — «Надежда не может быть стратегией»[35]
- 2012 год — «К истокам проблемы письменности и языка»[36]
- 2012 год — «Камертон судьбы (новое о Тарковских)»[37]
- 2012 год — «Шталмейстер Высочайшего Двора — Асельдер-бек Казаналипов»[38]
- 2013 год — «Так ковалась эта трудовая победа — КОР в документах»[39]
- 2014 год — «Джелал Коркмас(ов). 20-е годы XX века — год 1923-й»[40]
- 2014 год — «Рассекреченный Коркмасов — 1»[41]
- 2014 год — «Рассекреченный Коркмасов — 2»[42]
- 2014 год — «Эпоха Коркмасова» (к 137-летней годовщине)[43]
- 2015 год — «Рассекреченный Коркмасов — 3»[44]
- 2015 год — «Рассекреченный Коркмасов — 4»[45]
- 2015 год — «Дж. Коркмасов и… проф. М. Шахтахтинский»[46]
- 2015 год — «Рассекреченный Коркмасов — 5»[47]
- 2016 год — «Неразрывные нити истории»[48]
- 2017 год — «Рассекреченный Коркмасов — 6»[49]
- 2017 год — «Нух-бек Тарковский (по следам архивных документов: штрихи к портрету исторической личности)»[50]
- 2018 год — «Памяти дагестанского ваятеля — скульптора Сабира Гейбатова»[51]
- 2018 год — «Фотоновинка в истории публикации о штабс-капитане Д. О. Коркмасове»[52]
- 2018 год — «Прощаясь с Мурадом Аджи»[53]
- 2018 год — «О фотографии Ф. Нансена „Дж. Коркмасов с сыном“ и ее предыстории»[54]
- 2018 год — «В ознаменование великой даты — КОР (к 97-летию строительства)»[55]
- 2018 год — «На пути к 100-летию Республики Дагестан (к 98-летию провозглашения)»[56]
- 2019 год — «„Стамбульские Новости“ — Коркмасова»[57]
- 2019 год — «Джелал-Эд-Дин Коркмасов и его „высокодостойный орган отечественной печати“ газета „Стамбульские новости“»[58]
- 2020 год — «Н. И. Алиев о Джелале Коркмасове»[59]
- 2020 год — «С мечтой о Багистане. К тайнам биографии Джелала Коркмасова»[60]
- 2020 год — «Долгий, извилистый путь к истине» (расширенная версия публикации 2007 года)[61]
- 2020 год — «История без правды — одна немощь! Зло — союзник тирании! (Исторический Этюд к истории первой русскоязычной газеты в Турции — газеты „Стамбульские Новости“, храма Айя София и мечети Сулеймание)»"[62][63][64]
- 2020 год — «Джелал Коркмасов и Российско-Иранские отношения»[65][66]
- 2020 год — «Да Здравствует Республика!»[67]
- 2020 год — «Героические 50 верст»[68]
- 2020 год — «Оживший хроникой минувшего 100-летия» (в дополнение публикации «Джелал Коркмасов и Российско-Иранские отношения»)[69][70]
- 2021 год — «Проходя времена и столетия»[71]
- 2021 год — «Персидское искусство и исламский мир»[72][73]
- 2021 год — «Время и современность»[74]
- 2021 год — «Первая Героическая в РФ — Республика Дагестан»[75]
- 2021 год — «Я скажу, а вы, сыны, послушайте»[76]
- 2021 год — «Д. Коркмасов и последняя стадия Восточного Вопроса (1908—1921 гг.). Часть Первая»[77][78]
- 2021 год — «День провозглашения Республики Турция!»[79]
- 2021 год — «Блестяще исполненный гимн воде (к 100-летию КОРа)»[80]
- 2021 год — «Проморгали, проморгали. А какой козырь давала в руки история»[81]
- 2021 год — «История давала шанс»[82]
- 2022 год — «Дипломат, ученый просветитель» (Мысли не на каждый день)"[83]
- 2023 год — «Первый Всесоюзный Тюркологический Съезд в Баку (1926 г.) — Неизвестные архивные материалы»[84]
- 2023 год — «Памяти Великого Дагестанца Посвящаю — Джелал-Эд-Дин Коркмасов»[85]
- 2023 год — «Спутники Планеты Джелал»[86][87]
- 2023 год — «„Апофеоз Войны“ в историческом концерте»[88]
- 2024 год — «Служители Вечности (о династии Коркмасовых)»[89]
- 2024 год — «История в лицах (Коркмасову Джелалу, посвящается)»[90]